# Gromiljak
Gromiljak är en ort i Bosnien och Hercegovina.   Den ligger i entiteten Federationen Bosnien och Hercegovina, i den centrala delen av landet, 27 km nordväst om huvudstaden Sarajevo. Gromiljak ligger 481 meter över havet och antalet invånare är 6 457.
Terrängen runt Gromiljak är huvudsakligen kuperad. Gromiljak ligger nere i en dal.Runt Gromiljak är det ganska tätbefolkat, med 93 invånare per kvadratkilometer.. Närmaste större samhälle är Visoko, 10,1 km öster om Gromiljak. 
I omgivningarna runt Gromiljak växer i huvudsak lövfällande lövskog.